# Provortex psammophilus
Provortex psammophilus är en plattmaskart som beskrevs av Ax 1951. Provortex psammophilus ingår i släktet Provortex, och familjen Provorticidae. Arten är reproducerande i Sverige.